# Byssträsket (Stensele socken, Lappland, 721945-156799)
Byssträsket är en sjö i Storumans kommun i Lappland och ingår i Umeälvens huvudavrinningsområde. Sjön har en area på 0,692 kvadratkilometer och ligger 350,1 meter över havet. Sjön avvattnas av vattendraget Kvarnbäcken.

## Delavrinningsområde
Byssträsket ingår i det delavrinningsområde (721947-156898) som SMHI kallar för Utloppet av Byssträsket. Medelhöjden är 396 meter över havet och ytan är 4,21 kvadratkilometer. Räknas de 5 avrinningsområdena uppströms in blir den ackumulerade arean 57,95 kvadratkilometer. Kvarnbäcken som avvattnar avrinningsområdet har biflödesordning 2, vilket innebär att vattnet flödar genom totalt 2 vattendrag innan det når havet efter 247 kilometer. Avrinningsområdet består mestadels av skog (56 procent). Avrinningsområdet har 0,65 kvadratkilometer vattenytor vilket ger det en sjöprocent på 15,4 procent.